# 득점

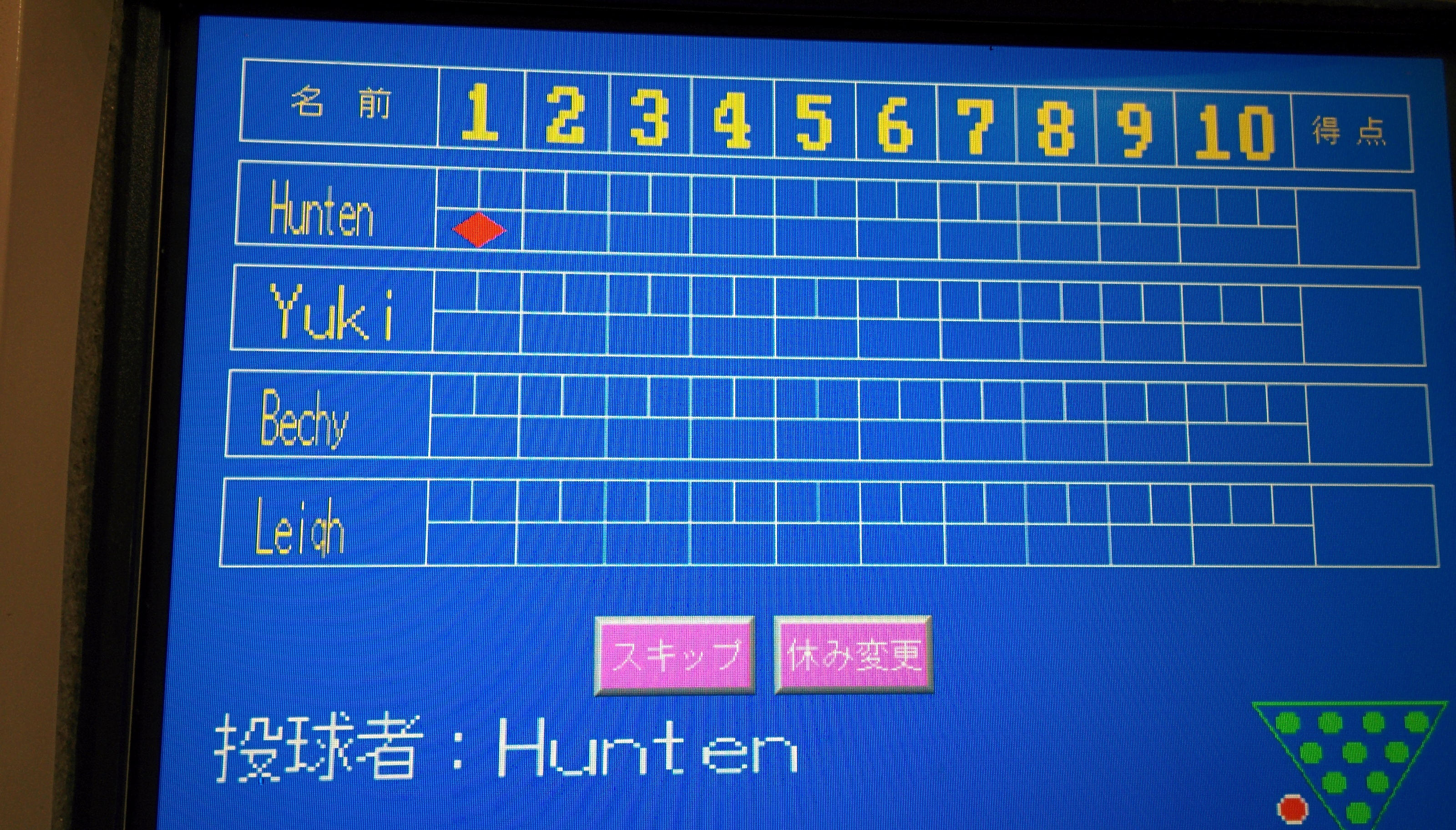

득점(得點)은 스포츠, 게임 등에서 점수를 얻는 것을 말한다. 점수는 일반적으로 추상적인 점수 단위로 측정되며(점수가 통화 단위로 측정되는 경우가 많은 게임 쇼 제외), 게임 내 이벤트는 여러 당사자의 점수를 높이거나 낮출 수 있다. 점수가 있는 대부분의 게임에서는 이를 게임 성공의 정량적 지표로 사용하며, 경쟁적인 게임에서는 승리하기 위해 상대보다 더 나은 점수를 획득하는 것을 목표로 삼는 경우가 많다.

## 비디오 게임
점수제를 갖춘 비디오 게임에서 점수는 일반적으로 게이밍에서 선택적인, 부가 요소로 간주된다. 플레이어는 일반적인 게임플레이를 통해서 득점을 할 수도 있지만 점수가 게임 그 자체에 직접적으로 관련되지 않는 경우가 많다. 그 대신 게임 프로그램이 설정한 "고득점"에 도달하면 자신 또는 다른 플레이어가 추가적인 도전을 받게 된다.

## 같이 보기
- 스피드런